# San Nicolò Gerrei
San Nicolò Gerrei (en sardo: Paùli Xrexèi) es un municipio de Italia de 977 habitantes en la provincia de Cerdeña del Sur, región de Cerdeña. Se encuentra a 35 km al noreste de Cagliari.

## Evolución demográfica
| Gráfica de evolución demográfica de San Nicolò Gerrei entre 1861 y 2001 |
|                                                                         |
| Fuente ISTAT - Elaboración gráfica de Wikipedia                         |